# Alianza Global para la Eliminación de Plomo en Pintura
La Alianza Global para la Eliminación de Plomo en Pintura es una iniciativa dirigida conjuntamente por la Organización Mundial de la Salud y el Programa de las Naciones Unidas para el Medio Ambiente. 

## Alianza Global para la Eliminación de Plomo en Pintura
La Alianza Global para la Eliminación de Plomo en Pintura es una iniciativa dirigida conjuntamente por la Organización Mundial de la Salud y el Programa de las Naciones Unidas para el Medio Ambiente.

La Alianza Global para la Eliminación de Plomo en Pintura es una iniciativa dirigida conjuntamente por la Organización Mundial de la Salud y el Programa de las Naciones Unidas para el Medio Ambiente para enfocar y catalizar los esfuerzos para alcanzar los objetivos internacionales para evitar la exposición de los/as niños/as al plomo de las pinturas que contienen plomo, así como de reducir al mínimo la exposición ocupacional a pintura con plomo. Su objetivo general es promover la eliminación de la fabricación y comercialización de pinturas que contienen plomo y eventualmente a eliminar los riesgos que plantean estas pinturas. El plomo es una de las diez sustancias químicas de preocupación de salud pública.
Organización Panamericana de la Salud